# 卡西亞尼夫卡 (托馬什皮利區)
48°37′7″N 28°39′36″E / 48.61861°N 28.66000°E
卡西亞尼夫卡（烏克蘭語：Касянівка），是烏克蘭的村落，位於該國西南部文尼察州，由圖利欽區負責管轄，始建於1800年，面積0.24平方公里，海拔高度250米，2001年人口46。